# Лазурит (конструкторское бюро)
АО «ЦКБ «Лазурит» (до 1974 года — ЦКБ-112) — проектно-конструкторское бюро и производственное предприятие, образованное в 1953 году в городе Горьком для разработки подводных лодок боевого и специального назначения, а также подводных сооружений и средств.

## История предприятия
30 апреля 1953 на заводе «Красное Сормово» образовано Специальное конструкторское бюро 112 (СКБ-112), позже выделенное в самостоятельную административно-хозяйственную единицу ЦКБ-112. Главной задачей предприятия на первом этапе деятельности было создание технологий применительно к конкретному заводу-изготовителю рабочих чертежей первых послевоенных подводных лодок проекта 613.
В 1955 году на основании особого постановления Совета министров СССР в ЦКБ-112 разработан проект 633, ставший по тактико-техническим характеристикам одной из лучших дизель-электрических подводных лодок Советского Союза. Главный конструктор — З. А. Дерибин. Всего по этому проекту в СССР было выпущено 20 кораблей, позже под международным названием Romeo ещё 71 в Китае и КНДР. В начале 1960-х годов ЦКБ совместно с рядом смежных организаций разрабатывает чертежи и конструкторскую документацию на противогидролокационное покрытие для серийных лодок этого проекта.
С конца 1950-х годов коллектив ЦКБ-112 готовит к созданию серию атомных подводных лодок второго поколения проекта 670 «Скат». Главный конструктор — В. П. Воробьёв. Первой лодкой проекта стала К-43, спущенная на воду 2 августа 1966 года. Основным отличием кораблей этого типа от ПЛАРК первого поколения (проекта 659 и 675) явилось его вооружение — противокорабельный комплекс П-70 Аметист с подводным стартом. Заместитель командующего Шестым Флотом ВМС США заявлял, что «когда подводная лодка проекта 670 входила в Средиземное море, он надолго терял покой».

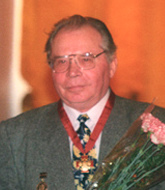
Главный конструктор АПЛ 3 поколения ЦКБ Лазурит Н. И. Кваша в 2000 году

В марте 1972 года было дано тактико-техническое задание на разработку атомной подводной лодки третьего поколения проекта 945 «Барракуда». Главный конструктор — Н. И. Кваша. Одной из отличительных особенностей проекта было создание корпуса из титанового сплава, что позволяло до полутора раз увеличить предельную глубину по сравнению с лодками второго поколения. Кроме того, титановая конструкция значительно снижала магнитное поле корабля. По этой характеристике проект 945 и сегодня сохраняет мировое лидерство. Первая фотография «Барракуды» в справочнике «Navy international» сопровождалась комментарием: «Такие подводные лодки останутся непревзойдёнными в обозримом будущем».
В 1974 году предприятие получает название «Лазурит», которое выбрано по следующему принципу: в СССР работало три КБ, проектировавшие подводные лодки: «Рубин» (фирменный цвет — красный), «Малахит» (фирменный цвет — зелёный) и Лазурит (фирменный цвет — синий).
К особой гордости предприятия относится разработка подводных лодок для спасательных и подводно-технических работ; подводные лодки-мишени с особо прочным корпусом; подводные лодки с гибридной энергетикой; с ЭХГ (с уникальным уровнем энергозапаса). С 1989 года ЦКБ «Лазурит» ведёт разработку подводно-подлёдных технологических конструкций для добычи нефти и газа.
В годы распада СССР и значительного сокращения финансирования военно-оборонительных программ ЦКБ «Лазурит» для сохранения кадрового потенциала начал разработку документации для производства технического и рыболовного флота, барокамер, туристические катеров и яхт. Разработаны проекты туристических подводных судов и подводно-надводных ресторанов.

## Санкции
Из-за вторжения России на Украину корпорация находится под санкциями всех стран Евросоюза, США, Украины и Японии. 26 января 2023 года США расширили санкции в отношении корпорации.

## Достижения и награды
Лучшие проекты подводных кораблей отмечены государственными наградами и премиями. ЦКБ присуждена Ленинская премия, награждено орденом Трудового Красного Знамени. Лауреатами различных премий стали 25 сотрудников, орденами и медалями Советского Союза и России награждено более 360 человек, в том числе, начальник — главный конструктор ЦКБ В. П. Воробьёв удостоен звания Героя Социалистического Труда, а Генеральный директор — Генеральный конструктор Н. И. Кваша удостоен звания Героя Российской Федерации.

### Продукция
ЦКБ «Лазурит» разработано 27 проектов подводных лодок из них 10 оригинальных и 17 модернизационных. По чертежам предприятия построено и переоборудовано 420 подводных лодок.
Разработанные проекты:
| Проект, год                   | Схема     | Построено |
| ----------------------------- | --------- | --------- |
| Проект 633 1955—1956          | 633       | 20 + 71   |
| Проект 670 «Скат» 1960—1964   | Скат      | 11        |
| Проект 670М «Чайка» 1962—1972 | Чайка     | 6         |
| Проект 940 «Ленок» 1972—1979  | Ленок     | 2         |
| Проект 945 «Барракуда»        | Барракуда | 2         |
| Проект 945А «Кондор»          | Кондор    | 2         |
| Проект 945Б «Марс»            | Марс      | 0         |

## ГВК-450
В начале 1990-х годов предприятие приватизируется с очень небольшой долей участия государства. Хозяевами предприятия, по заявлению The Moscow Post, стали сотрудники (руководители) бюро: генеральный директор — генеральный конструктор Кваша Н. И., главный инженер Иванжин А. П. и финансовый директор Вайнерман М. И. Проводимая ими экономическая политика, в частности в отношении проектирования глубоководного комплекса ГВК-450 для спасателя проекта 21300 «Игорь Белоусов», послужила поводом для острой критики в прессе. Опровергая её, генеральный директор ОАО ЦКБ «Лазурит» М. Вайнерман заявляет, что это информационное противостояние организовано силами, заинтересованными в перераспределении финансовых потоков, развале российского предприятия и участии в закупке серийного зарубежного комплекса.
В конце февраля 2012 года представитель главного штаба ВМФ РФ сообщил РИА Новости, что его ведомство отказывается от услуг ЦКБ «Лазурит» по дальнейшей разработке глубоководного водолазного комплекса, а изготовитель судна «Игорь Белоусов» ОАО «Адмиралтейские верфи» расторгло договор и предъявило в арбитражном порядке конструкторскому бюро иск на 267 миллионов рублей. ЦКБ «Лазурит» выдвинуло встречный иск к судоверфям на 176,3 миллионов рублей. Арбитражный суд города Санкт-Петербурга и Ленинградской области 05.07.2012 г. удовлетворил иск ОАО "ЦКБ «Лазурит» о взыскании с ОАО «Адмиралтейские верфи» 176 361 389 рублей 40 копеек, а также расходы по оплате государственной пошлины в сумме 200 000 рублей.